# Пастилла

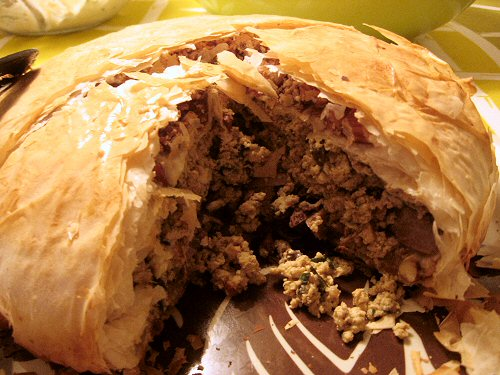

Пасти́лла (исп. pastela или pastilla, араб. بسطيلة‎ — «бастилла», البسطيلا‎ или الباستيلا‎) — традиционное блюдо андалусской и марокканской кухни, слоёный мясной пирог со сладко-солёным вкусом. По одной из версий, в Северную Африку пастиллу завезли мавры во время своего массового переселения из Испании в XVI веке.
Традиционно пастилла готовилось из сквоба (мяса молодых голубей). Сейчас в Алжире главный ингредиент блюда - мясо голубя или цыпленка; в Марокко выделяют две разновидности пастиллы - из мяса птицы и из морепродуктов. Пастилла нередко выступает в качестве закуски.
Пирог сочетает в себе одновременно сладкий и солёный вкус (у различных слоёв). В качестве дополнительных его ингредиентов выступают лук, петрушка, соус и различные специи (молотый миндаль, сахар, корица, кориандр и др.).
В кухне марокканских евреев-сефардов пастилла делается с добавлением оливкового масла или маргарина, чтобы избежать нарушения кашрута. При этом все более популярным становится версия, в которой вместо большого пирога на стол подают небольшие «индивидуальные» элементы выпечки.

## Пастилла из мяса птицы
Пастилла из мяса птицы в настоящее время обычно делается из мяса цыплёнка. В блюде сочетаются соленый и сладкий вкус, хрустящие блинчики из тонкого теста филло и размельчённое мясо птицы, ранее обжаренное на сковороде, а потом отваренное в бульоне. Миндальные орехи обжариваются, размельчаются и соединяются с сахарной пудрой и корицей.

## Пастилла из морепродуктов
Пастилла из морепродуктов обычно содержит рыбу и иные морепродукты, а также вермишель. В отличие от пастиллы из мяса птицы, эта разновидность блюда не имеет сладкого вкуса и при этом более острая. Соответственно, её посыпают не сахарной пудрой и корицей, а тёртым сыром и украшают ломтиками лимона. Эту версию пастиллы часто подают на свадьбах.